# برنس أوف بيرشيا: ذا فورجتن ساندز (وي)
برنس أوف بيرشيا: ذا فورجتن ساندز (بالإنجليزية: Prince of Persia: The Forgotten Sands)‏، هي لعبة فيديو إلكترونية من نوع أكشن ومغامرات، نشرها شركة يوبي سوفت الفرنسية سنة 2010م، وتعمل لنسخة خاصة لنظام نينتندو وي، وهي أحد أجزاء الفرعية لسلسلة برنس أوف برشيا.